# Даналит
Данали́т — (англ. Danalite ) минерал группы изомерических каркасных бериллосиликатов. Даналит был впервые описан в 1866 году из месторождения, расположенного в Массачусетсе (округ Эссекс), и был назван в честь американского минералога Джеймса Дана (1813–1895).
Удельный вес — 3.28—3.46. Прочность — ломкий. Классификация минерала — 09.FB.10. Состав: до 13,4 % ВеО и 51,4 % FeO, а также Mn, Zn, Аl до 4,2 %. Крайний Fe2+ — удерживающий член изоморфного ряда гельвин — даналит — гентгельвин.

## Распространение
Встречается в грейзенах с гельвином, гематитом, кварцем, флюоритом, гранатом; в магнетит-флюоритовых скарнах с геденбергитом, гранатом, везувианом, гельвином; гидротермальных жилах — с пиритом, пиротином, сфалеритом, кварцем, родонитом.  Входит в состав берилловых руд. Найден в штатах Массачусетс, Нью-Гэмпшир, Нью-Мексико (округ Сьерра) и Аризона (округ Явапаи) (США); Британская Колумбия, залив Джеймса, Квебек (Канада); префектуре Хиросима (Япония); Редруте Redruth (графство Корнуолл, Великобритания); Россия, Казахстан, Сомали, Танзания и Западная Австралия.